# Зелина Брешка
Зелина Брешка је насељено место у саставу Града Иванић Града, у Загребачкој жупанији, Хрватска.

## Становништво
| Националност       | 1991.        |
| Хрвати             | 116 (96,66%) |
| Срби               | 0            |
| Југословени        | 0            |
| остали и непознато | 4 (3,33%)    |
| Укупно             | 120          |